# Гвергельмір
Гвергельмір (давн. Hvergelmir, «киплячий казан») — в скандинавської міфології потік в Ніфльгеймі («країні мороку»), з якого беруть початок підземні річки, в тому числі Гйолль, джерело поруч з Гельгеймом (царством мертвих). У Гвергельмір падає волога з рогів оленя Ейктюрніра, що стоїть на Вальгаллі. Далі вказано, що Гвергельмір «напуває річки», тобто є джерелом багатьох річок. З нього на південь стікали річки Елівагар.
Гвергельмір згадується у Поетичній Едді та Прозовій Едді Сноррі Стурлусона, що датується XIII століттям. Прозова Едда зазначає, що джерело розташоване в Ніфльгеймі, воно є одним з трох головних джерел коренів світового дерева Іггдрасілль (окрім Гвергельміра, згадується ще Urðarbrunnr і Mímisbrunnr).
Гвергельмір згадується також у міфах про створення Всесвіту (Пророцтва Вельви), зокрема як із потоків Гвергельміру при взаємодії з іскрами Муспельгейму виникла безодня Гіннунгагап.

## Атестації
У Старшій Едді (Промови Грімніра) про Гвергельмір сказано (переклад В. Кривоноса):
26 Олень Ейктюрнір
стоïть на даху,
Лерадове листя скубе;
роги роняють
краплі у Хвергельм,
річки такі напувають…
У «Пророцтвах Вельви» також вказується на Гвергельмір (перекл. В. Кривоніс):
38 Дім вона зріла,
далеко від сонця
стоïть у Настронді,
на північ дверима.
Отрута стікає
крізь димохід,
критий той дім
плетивом змій.
39 Там вона бачила:
струмінь тугий
вбрід переходили
клятвопорушники,
підлі убивці
та перелюбники.
Там смокче кров
Нідгьогг із мерців,
людей хижо рве.
Чи знаю достатньо?
Далі вказується назва 42 річок, деякі з яких ведуть до житла богів, інші — до Гельгейму.
У Молодшій Едді Гвергельмір фігурує як киплячий казан. У Видінні Ґюльві сказано: «За багато століть до створення землі вже був зроблений Ніфльгейм. В середині нього є потік, що зветься Киплячий Котел, і випливають з нього річки: Свьоль, Гуннтра, Фйорм, Фімбультуль, Слід і Хрід, Сюльг і Ульген, Вид, Лейфт. А річка Гйолль тече біля самих воріт Хель». У 15 розіділі йдеться про світове дерево: «Три кореня підтримують дерево, і далеко розходяться ці коріння. Один корінь — у асів, інший — у інеїстих велетнів, там, де колись була Світова Безодня. Третій же тягнеться до Ніфльгейму, і під цим коренем — потік Киплячий Котел, і знизу підгризає цей корінь дракон Нідгьогг». Високий каже, що в Гвергельмірі міститься не тільки дракон, але і так багато змій, що «жоден не може їх перелічити». У 39 розділі «Про пиття ейнгеріїв», Гвергельмір згадується Високим, себто Одіном, в наступному контексті: «Треба ще розповісти і про оленя Ейктюрніра. Він стоїть на Вальгаллі і об'їдає гілки того дерева, а з рогів його капає стільки вологи, що стікає вона вниз в потік Киплячий Котел, і беруть звідти початок річки: Сід, Від, Сьокін, Ейкін, Свьоль, Гуннтро, Фйорм, Фімбультуль, Гіпуль, Гьопуль, Гьомуль, Гейрвімуль. Вони протікають через поселення асів. Інші річки називаються: Тюн, Він, Тьолль, Хьолль, Град, Гуннтраін, Нют, Ньот, Ньонн, Хрьонн, Віна, Вегсвінн, Тьоднума».